# Давыдович, Василий Акимович
Василий Акимович Давыдович — дояр колхоза «40-риччя Великого Жовтня» Тернопольского района Тернопольской области, Герой Социалистического Труда (08.04.1971).
Родился в 1912 году в селе Великие Гаи (в советское время — Тернопольский район Тернопольской области) в семье железнодорожного рабочего.
После присоединения Западной Украины к СССР (1939) работал в созданном в их селе колхозе. 1941—1944 годы — период немецкой оккупации.
После освобождения села призван в Красную Армию. Служил в кавалерии на 2-м Украинском фронте. Участвовал в освобождении Чехословакии. Награждён орденом Отечественной войны II степени (18.02.1988).
После демобилизации (1950) вернулся в Великие Гаи, работал в колхозе (с 1957 г. назывался «40-риччя Великого Жовтня») на восстановлении коровников, а затем переведён в дояры. В 1954 году стал одним из лучших дояров в районе, принял участие в ВДНХ.
За 20 лет работы на ферме надоил 1218 тонн молока — в среднем по 3075 килограмм молока в год от каждой коровы. Получил и вырастил до 3-недельного возраста 400 телят, из которых 70 стали высокопродуктивными коровами. Мастер животноводства первого класса.
Указом Президиума Верховного Совета СССР от 8 апреля 1971 года за выдающиеся успехи, достигнутые в развитии сельскохозяйственного производства и выполнении пятилетнего плана продажи государству продуктов земледелия и животноводства, присвоено звание Героя Социалистического Труда с вручением ордена Ленина и золотой медали «Серп и Молот».
Награждён орденом Трудового Красного Знамени (26.02.1958), медалями СССР и ВДНХ.
Умер не ранее 1988 года.